# Hyperplatys pacangensis
Hyperplatys pacangensis es una especie de escarabajo longicornio del género Hyperplatys, tribu Acanthocinini, subfamilia Lamiinae. Fue descrita científicamente por Nascimento en 2018.
El período de vuelo de la especie se presenta durante los meses de marzo y abril.

## Descripción
Mide 7 milímetros de longitud.

## Distribución
Se distribuye por Brasil.